# Арсений III Черноевич

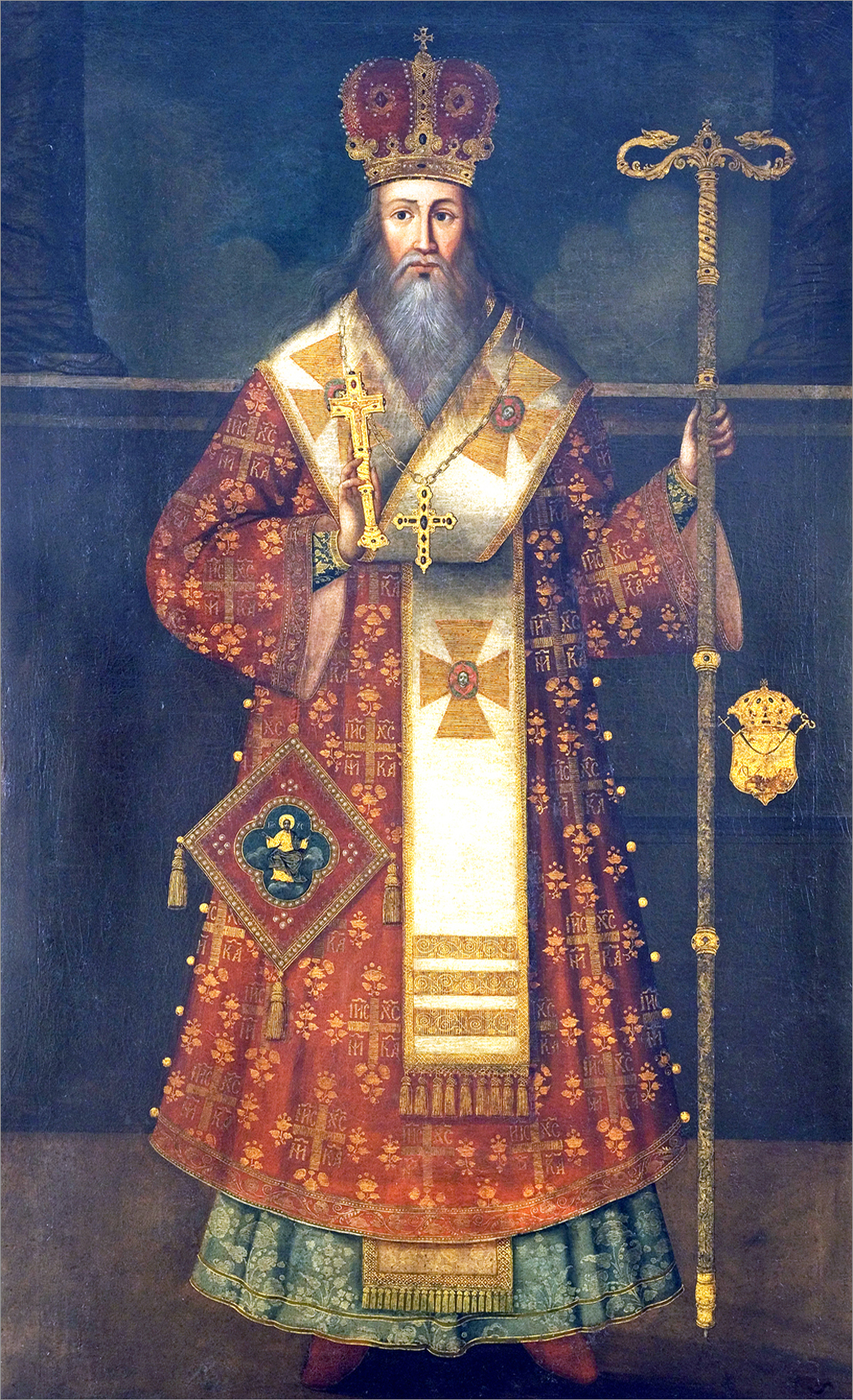
Арсений III Черноевич

Арсений III Черноевич (славяносерб. Арсенїй Чарноевичь; 1633, Черногория — 27 октября 1706, Вена) — патриарх сербский с 1674 по 1690 год. Происхождение Арсения от рода Черноевичей, владевших в XV веке Черногорией, вызывает сомнение у некоторых историков.

## Биография
Арсений III Черноевич родился в Баицах, близ города Цетине в Черногории. Поступлением в духовное звание приобрел влияние в сербском народе, коим избран в патриархи в Печ. Заветной мечтой его было освобождение сербов от османского ига. Успешная война австрийского императора Леопольда I против турок укрепила Арсения в его надеждах, и он вступил в сношения с Юрием Бранковичем, который, опираясь на покровительство князя Седмиградии и Австрии, готовил в Сербии восстание.
Арсений заодно с Бранковичем открыл переговоры с австрийским двором и приготовил народ к вооруженному содействию австрийским войскам, которыми в 1688 году был взят город Белград; всё христианское население Сербии, Боснии и части Албании встретило их, как своих освободителей. Но результатами победы австрийцы не воспользовались в надлежащей мере; почему-то признано было нужным ретироваться из завоеванных сербских областей, но все же, признавая тяжесть ига турецкого для сербского народа, Леопольд I издал прокламацию, в которой приглашал недовольных селиться под его покровительством в Южной Венгрии, в пустынном крае на севере от Дуная и Савы, незадолго перед тем отнятом у Турции.
Вероломство австрийцев скоро обнаружилось. Приказано было схватить (1689 г.) Юрия Бранковича и отвезти в крепость, чтобы этим путём лишить сербский народ его энергичного вождя. Арсений склонился к переселению в Венгрию и начал переговоры об условиях переселения с австрийским генералом Пикколомини, стоявшим в Нише. Он торопился переговорами, так как опасался, что в случае заключения с турками мира вся тяжесть турецкого оружия обрушится на сербов. Австрийское правительство обещало полную свободу исповеданий, свободу от податей, право избирать себе воевод и патриархов и управление по собственным законам и обычаям, взамен чего сербы обязались служить Австрии вооруженным оплотом против Турции. Таковы были условия, утверждённые и обнародованные Леопольдом I.
В 1690 году началось переселение во главе с сербским патриархом Арсением: до 40 тысяч семей оставили свои крепкие позиции в древней Расе, в Косово, у подножия Шар-дага и других ближайших к городу Печи местностей. Сербская Патриархия, просуществовав в Печи около четырёх веков, также была перенесена в австрийские пределы, и патриарший престол был основан сначала в монастыре Крушедоле, а впоследствии перенесен в город Карловиц. С этих пор начинается существование т. н. Сербской воеводины и сербского патриаршества в Южной Венгрии. Австрия данных обещаний не исполняла. Сербская воеводина оставалась без воеводы, так как вопреки правам сербов австрийское правительство не освобождало Бранковича, избранного воеводою, а продолжало его держать в крепости; не помогали беспрестанные ходатайства Арсения об освобождении Бранковича, ни даже заступничество русского двора.
Старания Петра Великого оставались тщетными перед непреклонною решимостью Леопольда I — не давать сербским переселенцам самостоятельной организации на основании выговоренных прав. Бранкович так и скончался в заключении. Обещанная свобода вероисповеданий также оказалась мнимой, о чём можно судить по бесконечным жалобам Арсения на беспрестанные стеснения и обиды, которым сербы подвергались в своем исповедании, для чего Арсению приходилось постоянно находиться в Вене, при дворе Леопольда; так в бесплодных ходатайствах прошли последние годы жизни.
Арсений III Черноевич скончался в австрийской столице 27 октября 1706 года, при императоре священной Римской империи Иосифе I, у которого он тщетно добивался признания за сербами прав, утверждённых его отцом Леопольдом.

## События после кончины Арсения
Со смертью Арсения правительство не допустило избрания нового сербского патриарха, и новый патриарший престол сербов в Австрии занимали митрополиты до 1848 года, в Печи же был снова избран патриарх, так как власть патриарха, жившего в Австрии, не могла распространяться на сербов, принадлежавших Турции.
Печские патриархи просуществовали до 1763 года, когда сербы по проискам константинопольского патриарха были подчинены фанариотской епархии, чем уничтожен был сербский патриархат. Между тем, сербы с переходом к Австрии сделались храбрейшими её защитниками, выполнив блистательно принятые на себя обязательства.
Уже в 1692 году у Слан-Камена сербы под предводительством своего вождя Монастырлия одержали блистательную победу над великим визирем, в 1694 году у Ченея, а в 1704 году практически в одиночку отстояли власть австрийского императора в Венгрии при всеобщем восстании, поддерживаемом Францией, с Ракоцци в главе. Все это не было оценено, и притеснения православных продолжались по-прежнему. Места, оставленные сербами с переселением в Венгрию, опустели и частично перешли в руки албанцев-мусульман, и центр древней сербской державы обратился в пустыню. До этого переселения сербский народ составлял плотную массу от Дуная до высокого Шар-дага и Адриатического моря, Арсений же часть этого народа перевел на северную сторону Дуная, где она частично ассимилировалась мадьярами и валахами.